# Cuphodes habrophanes
Cuphodes habrophanes är en fjärilsart som beskrevs av Turner 1940. Cuphodes habrophanes ingår i släktet Cuphodes och familjen styltmalar. Inga underarter finns listade i Catalogue of Life.